# 朗萨尔 (加来海峡省)
朗萨尔（法語：Ransart，法語發音：[ʁɑ̃saʁ]）是法国上法蘭西大區加来海峡省的一个市镇，属于阿拉斯区。

## 地理
朗萨尔（50°12'33"N, 2°41'9"E）面积7.45 平方千米，位于法国上法蘭西大區加来海峡省，该省份为法国北部沿海省份，西北濒北海，南至索姆省，东临北部省。
与朗萨尔接壤的市镇（或旧市镇、城区）包括：里维耶尔、阿丹费尔、贝尔勒欧布瓦、布莱尔维尔、蒙希欧布瓦。

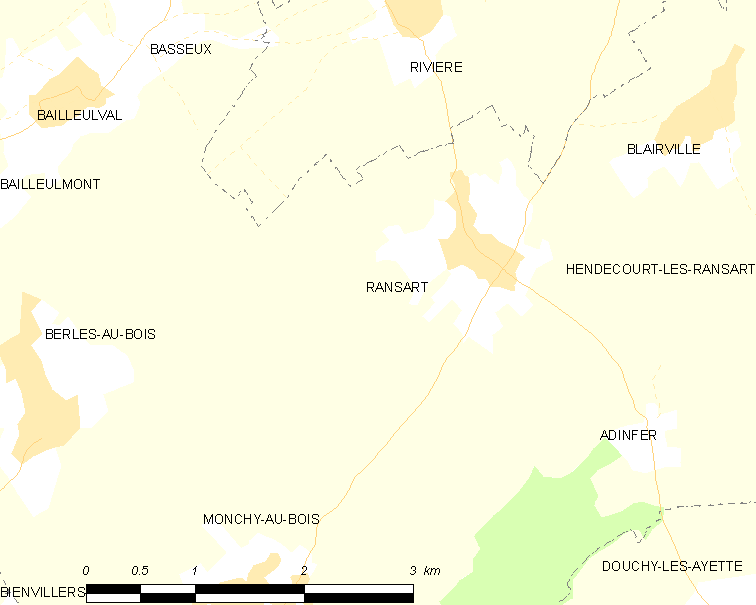
的OSM定位图

朗萨尔的时区为UTC+01:00、UTC+02:00（夏令时）。

## 行政
朗萨尔的邮政编码为62173，INSEE市镇编码为62689。

## 政治
朗萨尔所属的省级选区为阿韦讷勒孔特县。

## 人口

1962-2008年间人口变化图示

朗萨尔于2022年1月1日时的人口数量为400人。